# ایستگاه قطار شهری امام حسین (اصفهان)
ایستگاه قطار شهری امام حسین یکی از ایستگاه‌های خط ۱ متروی اصفهان است که در میدان امام حسین در مرکز اصفهان واقع شده‌است. ایستگاه بعدی در ضلع شمالی ایستگاه تختی و در ضلع جنوبی ایستگاه انقلاب است.ایستگاه امام حسین بزودی ایستگاه تقاطعی خطوط  ۱ و ۲ مترو اصفهان خواهد شد.
این ایستگاه در مجاورت ساختمان مرکزی شهرداری اصفهان و برج جهان‌نما واقع است. همچنین کاخ استانداری اصفهان - عمارت چهل ستون - کاخ هشت بهشت - میدان نقش جهان و موزه‌های باستان‌شناسی و مردم‌شناسی نیز در نزدیکی این ایستگاه قرار دارند. 
در سمت شمال این ایستگاه خیابان چهارباغ پائین - در سمت جنوب خیابان چهارباغ عباسی - در سمت شمال غربی خیابان باب الرحمه - در سمت شمال شرقی خیابان سپه - در سمت جنوب غربی خیابان طالقانی و در سمت جنوب شرقی خیابان باغ گلدسته قرار دارد.

## خط دو
خط ۲ متروی اصفهان از خیابان زینبیه محله دارک(سیاه) در شمال شرقی اصفهان آغاز و پس از عبور از زیر قسمت شمال میدان نقش جهان و خیابان سپه، در ایستگاه امام حسین از زیر خط شمالی-جنوبی وارد خیابان طالقانی شده و به سمت خیابان کهندژ می‌رود تا در محله جوغ آباد خمینی شهر به پایان می‌رسد.